# 金山水电站 (上杭)
金山水电站位于中国福建省上杭县湖洋镇涧头村，是汀江干流梯级开发中的第三级水电站。工程于1993年12月动工兴建，1998年10月竣工。坝址以上控制流域面积3680平方千米，总库容5500万立方米，年均流量112立方米每秒，混凝土重力坝最大坝高39.5米，坝顶长189米。电站河床式电站厂房设在右岸，装机容量4万kW，年均发电量1.456亿kW·h。